# Celatoblatta notialis
Celatoblatta notialis är en kackerlacksart som beskrevs av Johns 1966. Celatoblatta notialis ingår i släktet Celatoblatta och familjen storkackerlackor. Inga underarter finns listade i Catalogue of Life.